# L'Irlandais (film, 1987)
Pour les articles homonymes, voir L'Irlandais.
Pour plus de détails, voir Fiche technique et Distribution.
L'Irlandais (A Prayer for the Dying) est un film britannique réalisé par Mike Hodges en 1987. Connu sous le nom de une prière pour mourir.

## Synopsis
Martin Fallon l'Irlandais (Mickey Rourke) a décidé d'arrêter de tuer pour l'IRA provisoire depuis que l'un de ses attentats a tué plusieurs enfants. Il est néanmoins obligé de tuer une dernière fois pour pouvoir refaire sa vie et protéger un ami. Mais ce meurtre a pour témoin un prêtre (Bob Hoskins), à qui il se confesse pour éviter d'avoir à l'abattre.

## Fiche technique
- Titre original : A Prayer for the Dying
- Réalisateur : Mike Hodges
- Producteur : Samuel Goldwyn Jr
- Scénario : Edmund Ward, Martin Lynch
- D'après le roman de Jack Higgins
- Musique : Bill Conti
- Pays de production :  Royaume-Uni
- Distribution : Samuel Goldwyn Company
- Durée : 107 min
- Date de sortie : 
  - États-Unis : 11 septembre 1987

## Distribution
- Mickey Rourke (V.F. : Patrick Poivey) : Martin Fallon
- Bob Hoskins (V.F. : Philippe Dumat) : le père de Da Costa
- Alan Bates (V.F. : Dominique Paturel) : Jack Meehan
- Sammi Davis : Anna
- Alison Doody : Siobhan Donovan
- Christopher Fulford (V.F. : François Leccia) : Billy Meehan
- Liam Neeson (V.F. : Joël Martineau) : Liam Docherty
- Camille Coduri : Jenny
- Ian Bartholomew : Kristov

## Réception critique
L'Irlandais obtient un accueil mitigé des critiques professionnels, 63 % des huit commentaires collectés par le site Rotten Tomatoes sont favorables, pour une moyenne de 5,3⁄10.